# Свети Йоан Предтеча (Неаполи)
„Свети Йоан Предтеча“ (на гръцки: Αγίου Ιωάννου Προδρόμου Νεαπόλεως) е църква в солунското предградие Неаполи, Гърция, катедрален храм на Неаполската и Ставруполска епархия.
Църквата е разположена на улица „Митрополи“ № 13. Основният камък на храма е положен на 1 януари 1983 година от митрополит Дионисий Неаполски и Ставруполски. Работата по строежа продължава 13 години. В архитектурно отношение е триетажен, поради наклона на терена, кръстокуполен храм във византийски стил, с трем на запад и на север, женска църква и вградена камбанария. Църквата е осветена на 6 юни 2004 година от архиепископ Христодул Гръцки и тогава официално става катедрала на митрополията.